# Ubayd-Al·lah ibn al-Habhab
Ubayd-Al·lah ibn al-Habhab as-Salulí (àrab: عبيد الله بن الحبحاب السلولي, ʿUbayd Allāh b. al-Ḥabḥāb as-Salūlī) fou un militar omeia, governador o valí d'Egipte, d'Ifríqiya i de l'Àndalus. Va morir en data posterior al 741. Era el xeic de la tribu dels Salul a l'Iraq septentrional, i un orador notable.
Va treballar per l'administració i fou nomenat director d'impostos d'Egipte; quan va aixecar els impostos (vers 724/725) va esclatar una revolta en diversos districtes de majoria copta. Això va tensar les seves relacions amb el califa Hixam ibn Abd-al-Màlik, però aviat es van restablir i el califa va cessar al governador d'Egipte al-Hurr ibn Yússuf (724-727) i després d'un curt període en què Abd-al-Màlik ibn Rifà al-Fahmí va assegurar el govern (727) va nomenar Hafs ibn al-Walid que només va restar dues setmanes en el càrrec; llavors va encarregar a Ubayd Allah la cerca d'un successor. Al-Walid ibn Rifà ibn Thàbit al-Fahmí consta com a governador en aquesta època però sembla que principalment va exercir el govern el mateix Ubayd Allah, encara que no se sap quan fou nomenat. Va rebre autorització per instal·lar a grups dels Banu Kays a Egipte elevant considerablement el nombre de Kaysites al país.
Va cessar el 734 i fou nomenat governador d'Ifríqiya i l'Àndalus al lloc d'Ubayda ibn Abd-ar-Rahman as-Salamí (728-734) el maig del 734. Va alliberar a al-Mustanir i el va nomenar governador de Tunis. Al seu propi fill Ismaïl ibn Ubayd-Al·lah el va nomenar governador del Sus. Un altre fill, al-Qàssim ibn Ubayd-Al·lah va exercir el govern interí d'Egipte. Com a valí de l'Àndalus va nomenar Uqba ibn al-Hajjaj as-Salulí al lloc d'Abd-al-Màlik al-Fihrí, acusat de certs fracassos militars.
Durant el seu govern va fer algunes expedicions als Sus de les que va resultar un gran botí; els amazics, sota la direcció de Maysara al-Fakir, es van revoltar a Tànger i van matar el seu representant a la plaça; els rebels van marxar al sud cap al Sus i van matar en combat a Ismaïl ibn Ubayd-Al·lah, marcant el senyal d'una revolta més general dels amazics. Ubayd-Al·lah va enviar contra els rebels al general Habib ibn Abi Ubayda que va atacar el senyor amazic de Tlemcen; aquest és el darrer fet conegut del seu govern que va acabar el 741 quan fou cridat pel califa l'abril del 741. Poc abans el valí de l'Àndalus, Uqba ibn al-Hajjaj as-Salulí, greument malalt, va designar com a successor, per orde d'Ubayd-Al·lah, a Abd-al-Màlik al-Fihrí, el mateix a qui ell havia substituït com a valí, i que era vist com a més adequat per fer front a la revolta amaziga a la península Ibèrica.
No torna a ser esmentat i es desconeix quan va morir.